# Banque du Soudan du Sud
La Banque du Soudan du Sud, est la banque centrale de Soudan du Sud. Comme les autres banques centrales, sa mission première est de rechercher la stabilité financière du pays. Il n’est pas lié au Département du Trésor, car il s’agit d’une institution autonome.

## Histoire
Créée en juillet 2011 par une loi du Parlement (loi de 2011 sur la Banque du Soudan du Sud), elle a remplacé la Banque du Soudan du Sud, aujourd'hui disparue, ancienne succursale de la Banque du Soudan, qui avait servi de banque centrale du Soudan du Sud entre février 2005 et juillet 2011. La banque est entièrement détenue par le gouvernement du Soudan du Sud.
La Banque du Soudan du Sud et le ministère des Finances et de la Planification ont signé un protocole d'accord visant à améliorer la liquidité et la gestion opérationnelle de la trésorerie en réduisant la dépendance à l'égard de l'argent liquide et en promouvant les transactions numériques. Le document a été signé par le premier vice-gouverneur de la Banque centrale, Samuel Yanga Mikaya, et le premier sous-secrétaire aux Finances, Malual Tap Dieu.

## Liste de gouverneurs
| Rang | Nom                    | Mandat                         |
| ---- | ---------------------- | ------------------------------ |
| 1er  | Elijah Malok Aleng     | (Juillet 2005 – Août 2011)     |
| 2e   | Kornelio Koriom Mayiek | (Août 2011 – Janvier 2017)     |
| 3e   | Othom Rago Ajak        | (Janvier 2017 – Mai 2018)      |
| 4e   | Dier Tong Ngor         | (Mai 2018 – Janvier 2020)      |
| 5e   | Gamal Abdalla Wani     | (Janvier 2020 – Novembre 2020) |
| 6e   | Dier Tong Ngor         | (Novembre 2020 – Janvier 2022) |
| 7e   | Moses Makur Deng       | (Janvier 2022 – Août 2022)     |
| 8e   | Johnny Ohisa           | (Août 2022 – Octobre 2023)     |
| 9e   | James Alic Garang      | (Octobre 2023 – decembre 2024) |
| 10e  | Johnny Ohisa           | (Depuis decembre 2024)         |